# Vrtni kokotić
Vrtni kokotić (vrtni kokotac, modrica, špiruneli, kokotac ostruga; lat. Delphinium ajacis ili Consolida ajacis) jednogodišnja zeljasta biljka rasprostranjena od južne Europe na istok do Srednje Azije i zapadne Himalaje; raste i u Hrvatskoj.
Naraste do 100 cm, stabljika je uspravna i često u gornjem dijelu razgranata. Cvjetovi su dvospolni (prašnika ima mnogo, jedna plodnica, više sjemenih zametaka); cvate od lipnja do kolovoza.
Često se uzgaja po vrtovima i cvjetnjacima kao ukrasna biljka
Vrtni kokotić ponekad uključuju u rod Consolida ili Delphinium.

## Sinonimi
- Ceratostanthus ajacis (L.) Schur
- Consolida ajacis (L.) Schur
- Consolida orientalis Schrödinger
- Delphinium addendum W.R.McNab
- Delphinium ajacis f. alba R.H.Cheney
- Delphinium ambiguum Mill.
- Delphinium azureum Newb.
- Delphinium candelabrum Lebas
- Delphinium orientale J.Gay ex Gren. & Godr.
- Delphinium ornatum C.D.Bouché
- Delphinium pauciflorum D.Don
- Delphinium simplex Salisb.

## Galerija
- D. ajacis
- D. ajacis
- D. ajacis